# Mindszent
Mindszent è una città di 7 500 abitanti situata nella contea di Csongrád-Csanád, nell'Ungheria meridionale.